# Deep Creek Indian Reserve 2
Deep Creek Indian Reserve 2 är ett reservat i Kanada.   Det ligger i provinsen British Columbia, i den centrala delen av landet, 3 400 km väster om huvudstaden Ottawa.
I omgivningarna runt Deep Creek Indian Reserve 2 växer i huvudsak barrskog. Runt Deep Creek Indian Reserve 2 är det mycket glesbefolkat, med 2 invånare per kvadratkilometer.